# Hydaticus servillianus
Hydaticus servillianus är en skalbaggsart som beskrevs av Aubé 1838. Hydaticus servillianus ingår i släktet Hydaticus och familjen dykare. Inga underarter finns listade i Catalogue of Life.